# Zissersdorf (Gemeinde Hausleiten)
Zissersdorf ist eine Ortschaft mit 261 Einwohnern (Stand 1. Jänner 2024) im Bezirk Korneuburg in Niederösterreich und wurde am 1. Jänner 1971 als Katastralgemeinde der Marktgemeinde Hausleiten eingegliedert. Zur Katastralgemeinde gehört außerdem die vom eigentlichen Ort etwas abgelegene Aragartensiedlung.
Abweichend zu den anderen Katastralgemeinden der Marktgemeinde Hausleiten gehört Zissersdorf zum Postzustellbezirk Stockerau und hat daher die Postleitzahl 2000.

## Geschichte
Seine Entstehung steht in enger Verbindung mit der Stadt Zistersdorf und dem Dorf Zissersdorf im nördlichen Waldviertel. Die Ableitung des Namens der drei Zissersdorf von einer slawischen Wurzel dürfte nicht stimmen. Mit dem Personennamen Zisso, Zistan, Zistin benannte Orte gibt es im Mühlkreis und in der Südsteiermark, sowie in Bayern und im Rheinland. Im Jahre 1280 erscheint ein Wolfgerus de Cysteinsdorf und 1456 ein Wolfgang, der Zistersdorfer, welcher auf Merkersdorf saß und seinen Besitz hier (Mühle, Meierhof und Teich hinter dem Dorf) den Herren von Fronau vermachte.
Laut Adressbuch von Österreich waren im Jahr 1938 in der Ortsgemeinde Zissersdorf ein Gastwirt, ein Gemischtwarenhändler, ein Marktfahrer, ein Schmied, ein Schuster und mehrere Landwirte ansässig.

## Sehenswürdigkeiten
- Dorfkapelle Hl. Bartholomäus (1892) zu Zissersdorf

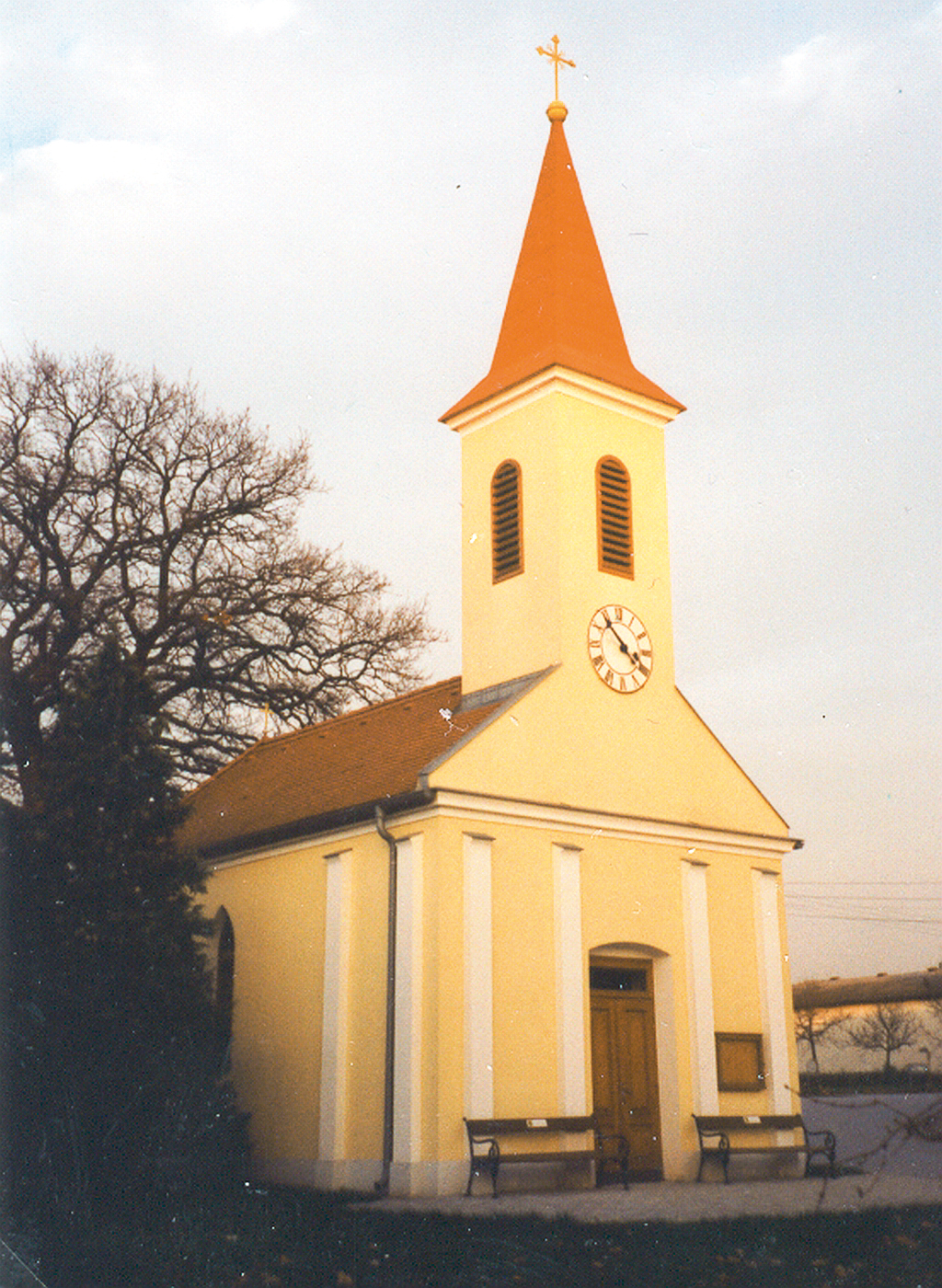
Dorfkapelle Hl. Bartholomäus

## Infrastruktur
Die Ortschaft liegt direkt an der Horner Straße (B4).

## Die Katastralgemeinden und Ortschaften der Marktgemeinde Hausleiten
| Pettendorf | Seitzersdorf-Wolfpassing | Zissersdorf |
| Gaisruck   | Hausleiten               | Goldgeben   |
| Perzendorf | Zaina                    | Schmida     |